# Гегешидзе, Гурам Шалвович
Гурам Шалвович Гегешидзе (груз. გურამ შალვას ძე გეგეშიძე, 21 июля 1934, Тифлис, Грузинская ССР, СССР — 2 марта 2020) — советский и грузинский писатель.

## Биография
Родился в семье врача. Окончил Тбилисскую школу №1, затем филологический факультет Тбилисского государственного университета (1957) и Высшие курсы сценаристов и режиссёров (1962).
Долгие годы работал на киностудии «Грузия-фильм». Был вице-президентом Общества Руставели и исполняющим обязанности председателя.
Начал печататься в журнале «Цискари», возобновленном в 1957 году, вместе с Гурамом Рчеулишвили. В 1957 году написал первый рассказ «Прежде чем мы будем вместе», который был опубликован в журнале «Цискари». Первую книгу «Мзеа, Тбила» опубликовал в 1965 году. Эти публикации стали первым шагом на пути выхода грузинской прозы из тисков тогдашней так называемой социалистической реальности, что привело к появлению на литературной арене нового поколения грузинских писателей.

## Личная жизнь
Женат, двое детей (дочь и сын), шестеро внуков.

## Фильмография

### Актёр
- 1967 «Большая зеленая долина»
- 1984 «Выигрыш одинокого коммерсанта»

### Сценарист
- 1979 «Плотина в горах»